# Noirenaeus
Noirenaeus war ein antiker römischer Toreut (Metallbildner), der gegen Ende des 1. Jahrhunderts oder in der ersten Hälfte des 2. Jahrhunderts wahrscheinlich in Niedergermanien tätig war.
Noirenaeus ist heute nur noch aufgrund zweier Signaturstempel auf einem runden, flachbodigen zylindrisches Becken aus Bronzeblech mit ausgelegtem Rand bekannt. Dieses gehört zur Sammlung des Archäologischen Museum in Frankfurt. Das Becken gilt als verschollen.